# Paola Ruffo di Calabria
Pour les autres membres de la famille, voir Maison Ruffo.
 (septembre 2013).
Si vous disposez d'ouvrages ou d'articles de référence ou si vous connaissez des sites web de qualité traitant du thème abordé ici, merci de compléter l'article en donnant les références utiles à sa vérifiabilité et en les liant à la section « Notes et références ».
Titre
Reine des Belges
9 août 1993 – 21 juillet 2013
(19 ans, 11 mois et 12 jours)
Paola Margherita Maria Antonia Consiglia Ruffo di Calabria, des princes Ruffo di Calabria, née le 11 septembre 1937 à Forte dei Marmi en Toscane (Italie) et devenue, par son mariage avec Albert II, roi des Belges, la sixième reine des Belges de 1993 à 2013.
Issue de la maison Ruffo di Calabria, une des plus prestigieuses familles de la noblesse italienne, elle épouse Albert de Belgique, prince de Liège, en 1959, devenu roi des Belges en 1993 sous le nom d'Albert II. Il abdique le 21 juillet 2013  en faveur de son fils Philippe, duc de Brabant.
Réputée pour son raffinement, devenue reine, Paola se lance dans une vaste opération de rénovation des demeures royales. Véritable mécène et passionnée d’art, elle est à l’initiative de l’intégration de plusieurs œuvres d'art contemporain belge dans le palais royal.
La reine s’implique dans le domaine social via la création de la fondation Reine Paola, qui aide les jeunes confrontés aux problèmes de réinsertion dans la société. Elle fut également, jusqu'en 2014, présidente d’honneur de Child Focus, chargé d'aider à retrouver les enfants disparus.

## Biographie

### DonnaPaoladei PrincipiRuffo di Calabria (1937-1959)
Donna Paola est la plus jeune des sept enfants du prince Fulco Ruffo di Calabria (aviateur, héros de la Première Guerre mondiale) et de la princesse, née donna Luisa Maria Gazelli di Rossana e di San Sebastiano (1896-1989). Ses aînés sont Maria Christina San Martino d'Agliè (1920-2003, marquise di Fontanetto e San Germano), Laura Ricasoli Firidolfi (1921-1972, baronne Ricasoli Firidolfi), Fabrizio Ruffo di Calabria (1922-2005, prince Ruffo di Calabria), Augusto Ruffo di Calabria (1925-1943), Giovanella Ruffo di Calabria (1927-1941) et Antonello Ruffo di Calabria (1930-2017). Paola passe toute sa jeunesse dans la demeure des Ruffo di Calabria à Rome. Son père meurt le 23 août 1946. Elle fréquente à Rome l’Istituto Villa Pacis, l’Istituto Sant’Angela Merici et le Liceo Caterina Volpicelli, où elle termine ses études gréco-latines. Paola parle l'italien, l'anglais, le français et couramment le néerlandais.
Les Ruffo di Calabria comptent parmi les lignées les plus anciennes d'Italie. Le premier ancêtre prouvé de cette maison est Giordano Ruffo qui fut grand maréchal du royaume de Sicile aux alentours de l'an 1200. Mais les origines légendaires de cette famille se trouveraient à Byzance et dans la Rome républicaine, elle descendrait selon la mythologie familiale de la gens Cornelia Rufa ou Rufina, celle-là même à laquelle appartenait le grand Sylla. Les Ruffo sont divisés en deux branches depuis la fin du XIVe siècle : celle des Ruffo, princes della Scaletta et celle des Ruffo di Calabria à laquelle appartient la reine. Son frère le prince Don Fabrizio (décédé à Rome le 11 octobre 2005), chef de la maison Ruffo di Calabria, portait les titres de prince de Scilla, prince de Palazzolo et de Licodia Eubea, patricien de Naples, duc de Guardia Lombarda, comte de Sinopoli, comte de Nicotera, baron de Calanna et de Crispano. Parmi les ancêtres de la reine des Belges figurent le marquis de La Fayette, héros de la guerre d'Indépendance américaine, le duc Jean Louis Paul François de Noailles ainsi que Marie Mancini, nièce de Mazarin et premier grand amour de Louis XIV, qui est son aïeule à la 9e génération.
Sa grand-mère paternelle, Laure Mosselman du Chenoy, est issue de l'aristocratie belge, ainsi que des Lignages de Bruxelles. La mère de cette dernière était la fille de Jacques Coghen, ministre des Finances de Léopold Ier, tandis que son père, Théodore Mosselman du Chenoy était membre du Sénat belge. Laure Mosselman du Chenoy, d'une famille bruxelloise, épouse le prince Beniamino Ruffo di Calabria et quitte sa terre natale pour s'installer à Naples en Italie.

### Princesse de Liège (1959-1993)

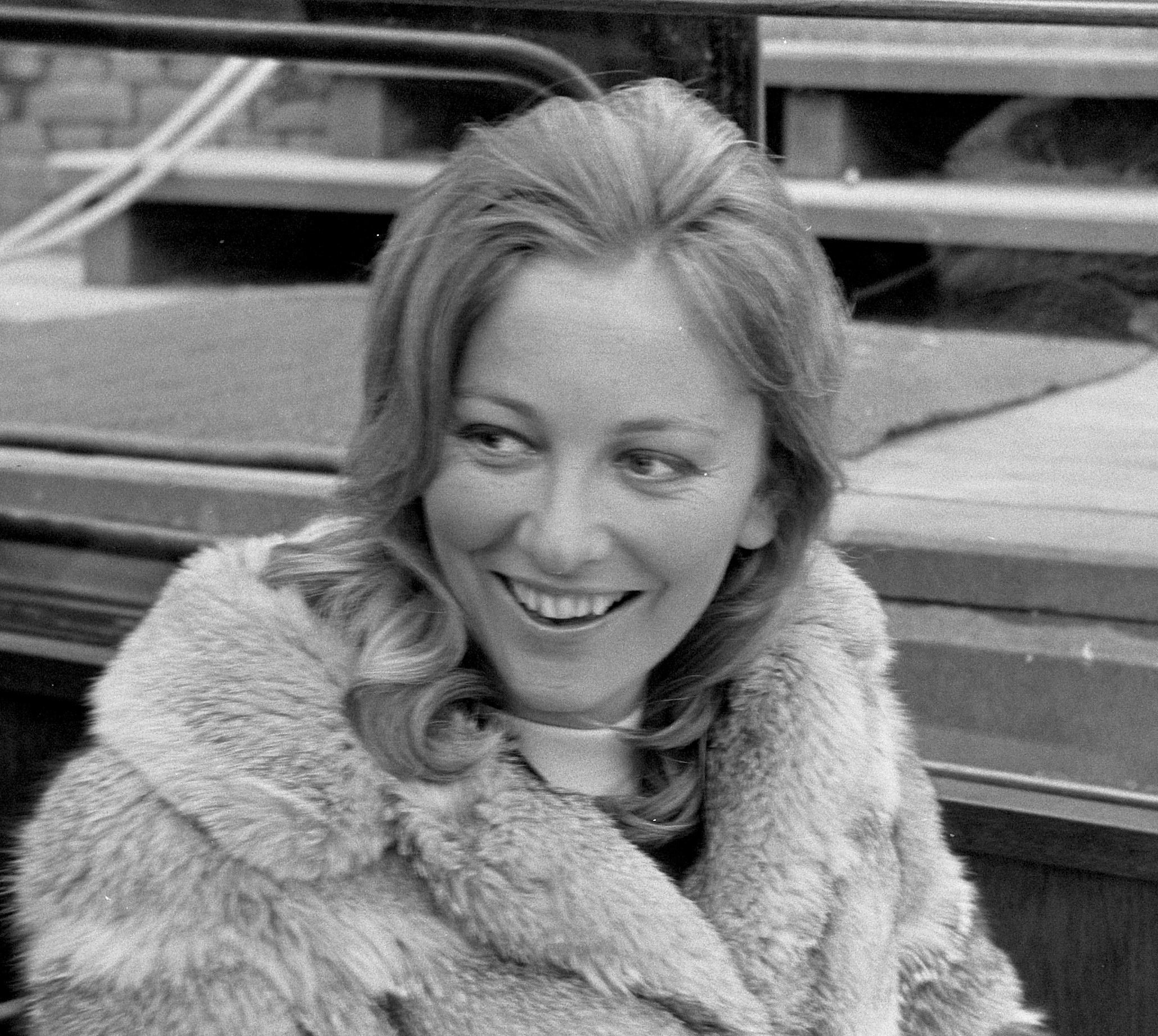
La princesse Paola en 1969.

En 1958, lors des cérémonies d'intronisation du pape Jean XXIII, Paola rencontre le prince Albert de Belgique, prince de Liège, à l'ambassade belge à Rome, et ils se marient ensuite à Bruxelles, le 2 juillet 1959. Elle devient princesse de Liège avec le prédicat d'Altesse royale. Le couple s'installe au château du Belvédère et donne naissance à trois enfants (Philippe, Astrid et Laurent), avant de traverser une importante crise conjugale à la suite de la liaison d'Albert avec la baronne Sybille de Sélys Longchamps.
En 1965, le chanteur Salvatore Adamo lui dédie la chanson Dolce Paola.
À la fin des années 1970, la princesse Paola s'est réconciliée avec son époux. Bien qu'épouse du premier prince dans l'ordre de succession au trône, elle apparaît peu en public, n'a pas de rôle officiel défini et ne prononce jamais de discours. Elle est présidente d'honneur de l'Œuvre royale des berceaux Princesse Paola, de la section belge de l'AMADE (Association mondiale des amis de l’enfance) et du cercle Vivaldi de Belgique. Paola trouve son bonheur dans l'intimité des châteaux du Belvédère et de Fenffe aux côtés de son époux, de leurs enfants et petits-enfants. Elle s'intéresse beaucoup au jardinage et à la décoration d'intérieur.

### Reine des Belges (1993-2013)

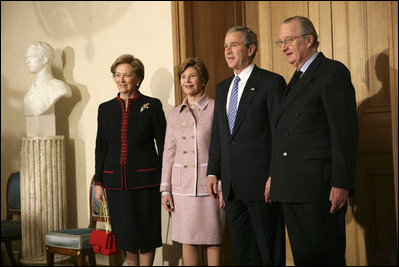
La reine Paola, Laura Bush, George W. Bush et Albert II (roi des Belges) le 21 février 2005.

À la suite de l'accession au trône d'Albert II en août 1993, Paola devient reine des Belges à 56 ans. Elle est la première reine à avoir des origines belges.
La Constitution belge ne prévoit aucun rôle particulier pour l'épouse du chef de l'État. La reine Paola est aux côtés de son mari et assiste aux cérémonies officielles importantes du pays, se rend en voyage d'État et aux réunions du Gotha, reçoit les personnalités étrangères de passage à Bruxelles ainsi que les Belges qui se sont distingués dans tous les domaines. Elle n'est cependant pas présente aux audiences du roi, excepté en septembre 1996 lorsque tous les parents d'enfants disparus ont été accueillis au palais royal peu après la révélation de l'affaire Dutroux.

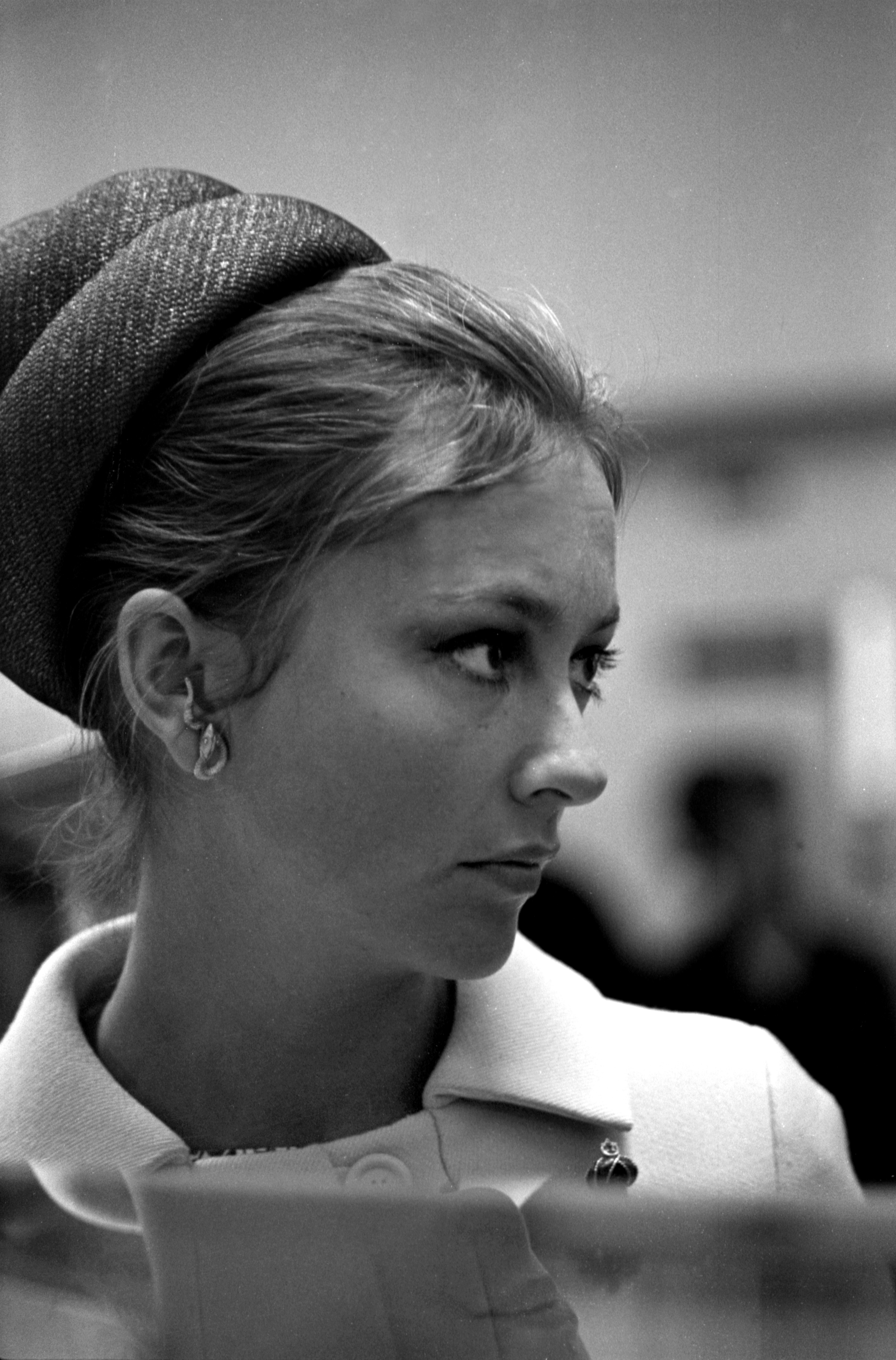
La princesse Paola en 1967 à Québec.

En vingt ans de règne le couple royal a effectué 29 voyages d'État à l'étranger : grand-duché de Luxembourg, Suède et Espagne en 1994, Danemark et Allemagne en 1995, Finlande et Japon en 1996, Norvège et Autriche en 1997, Russie et Italie en 1998, Pologne et Portugal en 1999, Pays-Bas, Tchéquie et Suisse en 2000, Grèce en 2001, Hongrie en 2002, Bulgarie et France en 2003, Maroc en 2004, Chine en 2005, Lituanie en 2006, Lettonie et Irlande en 2007, Estonie et Inde en 2008, Roumanie en 2009, et à nouveau l'Allemagne en 2011.
La reine Paola est la première reine belge à avoir un bureau au palais royal de Bruxelles. Elle tient à maintenir une stricte séparation entre le château du Belvédère (qui sert de cadre à sa vie privée) et son rôle public. Son secrétaire (Willem Van de Voorde de 1994 à 2000, Geert Criel de 2000 à 2004, Caroline Vermeulen depuis 2004) est son plus proche collaborateur : il organise son agenda, siège au conseil d'administration de la fondation Reine Paola et accompagne la reine dans tous ses engagements publics. La reine est également secondée par une dame d'honneur issue de la noblesse belge (son amie la baronne Colette de Broqueville de 1993 à 1997 puis la princesse Nathalie de Merode de 1997 à 2013).
Lors de l'accession au trône de son époux, la reine Paola a pris en main la direction de la Cour. En tant que maîtresse de maison des demeures royales de 1993 à 2013, elle a veillé à la décoration florale, à la bonne organisation des réceptions et à la restauration régulière des salons et du mobilier. Le roi Baudouin et la reine Fabiola étaient étaient principalement reconnus pour leur dévotion religieuse et leur engagement social, tandis que la princesse Paola était souvent louée pour son sens du style et de la décoration, et l'on vantait son élégance toute italienne ainsi que le raffinement des châteaux du Belvédère et de Fenffe.
Passionnée de botanique et de jardinage, Paola surveille aussi de près l'entretien des serres de Laeken et des parcs des demeures royales. Elle accorde son haut patronage à l'asbl Open Tuinen van België/Jardins Ouverts de Belgique, créée par feue la baronne Jelena de Belder.
Vraie mécène, la reine a créé un comité artistique chargé d'intégrer l'art contemporain belge dans le palais royal de Bruxelles, construit au XIXe siècle. Cette démarche unique en Europe a débouché sur l'inauguration en octobre 2002 de trois œuvres d'artistes belges : une série de photos de Dirk Braeckman, sept toiles de la peintre Marthe Wéry et le revêtement du plafond de la salle des Glaces par Jan Fabre. En juillet 2004, une quatrième œuvre est dévoilée dans la salle Empire : Les Fleurs du Palais Royal, conçue par Patrick Corillon, sont onze pots dorés et onze histoires évoquant des légendes autour des fleurs originaires des dix provinces de Belgique.
Depuis la mort de Léopold II (« le roi bâtisseur ») en 1909, aucun roi, aucune reine n'a marqué les domaines royaux de son empreinte autant que Paola[réf. nécessaire]. 
Dans le domaine social, Paola a repris de 1993 à 2013 le Secrétariat social de la reine (créé par Fabiola après son mariage) qui reçoit chaque année des milliers de lettres de personnes en difficulté. Ses collaborateurs tentent de trouver une solution, en coordination avec les ministères, les C.P.A.S et d'autres institutions. Dans les situations les plus dramatiques, une petite aide financière tirée d'un fonds géré par l'asbl Les Œuvres de la Reine peut être octroyée.
Comme le veut la tradition, de 1993 à 2013, la reine a été une trentaine de fois la marraine de la petite dernière des familles de sept filles. Ses filleules reçoivent une timbale en argent pour leur baptême et entretiennent ensuite avec la reine un échange d'informations.
Établissement d'utilité publique, la Fondation Princesse Paola (devenue ensuite Fondation Reine Paola) a été créée en décembre 1992 pour soutenir des projets concrets émanant d'organisations ou de personnes venant en aide à des jeunes particulièrement éprouvés par la vie, confrontés à des problèmes familiaux, de formation ou de réinsertion. Les interventions sont toujours attribuées pour un projet déterminé, disposant d'un budget précis et éventuellement pluriannuel. Depuis l'année scolaire 1996-1997, la reine remet chaque année le Prix Reine-Paola pour l'Enseignement à des projets pédagogiques intéressants et novateurs d'enseignants, alternativement du primaire et du secondaire. La Fondation Reine-Paola a initié aussi le programme « L'École de l'Espoir », qui soutient financièrement des écoles belges travaillant dans un milieu social difficile. 
Bouleversée par ses rencontres avec les parents d'enfants disparus lors de l'affaire Dutroux en 1996, la reine a accepté la présidence d'honneur du centre Child Focus pour les enfants disparus et sexuellement exploités. Elle milite pour la création d'un tel centre dans tous les pays européens et le fait visiter aux Premières dames de passage en Belgique. Elle a aussi assisté du 26 au 28 septembre 1999 à la conférence internationale organisée en Pologne pour le 10e anniversaire de la Convention des droits de l'enfant et a organisé une semblable réunion au palais royal de Bruxelles en 2004 et en 2010. La reine préside le comité de parrainage de Missing Children Europe, et accorde son haut patronage à la Global Alliance against Child Sexual Abuse Online (Alliance mondiale contre les abus sexuels d'enfants par Internet). La reine Paola a cédé la présidence d'honneur de Child Focus à la reine Mathilde en janvier 2014. 
La reine Paola accorde son haut patronage à différentes associations travaillant dans le domaine social : l'Œuvre nationale des aveugles, l'Institut Albert-Ier-et-Élisabeth, l'opération Simon et Odil pour les enfants hospitalisés, Habbekrats (association sans but lucratif qui s'occupe de jeunes de 12 à 25 ans), la Croix jaune et blanche, l'association Lucia, etc. En ce qui concerne la culture, elle accorde son haut patronage au Festival et au Concours international de chant baroque du château de Chimay, à l'association The New Belgica, à la Galerie de prêt d'œuvres d'art du château Malou (créée en 1972), au Printemps musical de Silly 2010 et au Concours poétique biennal Pyramides 2008, organisé par l'Université de Liège. La reine est également la présidente d'honneur de la Chapelle musicale Reine-Elisabeth.
La reine Paola a apporté une touche de modernité à la monarchie en devenant en 2002 la première reine belge à répondre par écrit à une interview à l'agence Belga pour ses 65 ans. En 2006, elle accepte de se confier à Venise pendant une heure devant les caméras de la VRT et de la RTBF. Cet événement médiatique et historique est salué par des commentaires unanimement positifs et a permis de démontrer que la reine parlait couramment le néerlandais. Autre nouveauté en 2008 : la reine Paola a enregistré, pour la première fois, un message télévisé à diffuser lors de la soirée de clôture des 20 ans de l'opération Télévie, organisée par RTL-TVI et Bel-RTL en faveur de la recherche contre la leucémie.
À l'occasion de son 70e anniversaire en septembre 2007, la reine Paola a convié à Laeken 800 personnes travaillant de façon professionnelle ou bénévole en faveur de la protection de l'enfance. Un timbre a également été émis par la Poste belge. Le 8 avril 2008, elle a baptisé le F931 Louise-Marie, la deuxième frégate de classe Karel Doorman de la Marine belge dont elle est la marraine.
En 2012, le journal Het Laatste Nieuws établit le classement des 100 femmes les plus puissantes de Belgique, dans lequel la reine Paola occupe la 90e place.

### Après l'abdication de son époux (à partir de 2013)
Le 3 juillet 2013, son époux, le roi Albert II, annonce son abdication, à compter du 21 juillet suivant, au profit de son fils Philippe. Paola garde le titre de reine mais n'est plus la Première dame de Belgique et lègue le diadème des neuf provinces de la reine Astrid à sa belle-fille la reine Mathilde. Elle et son époux continuent d'habiter au château du Belvédère.

## Titulature et distinctions

### Titulature
- 11 septembre 1937 - 2 juillet 1959 : Donna Paola Margherita Maria Antonia Consiglia, princesse Ruffo di Calabria ;
- 2 juillet 1959 - 9 août 1993 : Son Altesse Royale la princesse de Liège ;
- 9 août 1993 - 21 juillet 2013 : Sa Majesté la reine des Belges ;
- depuis le 21 juillet 2013 : Sa Majesté la reine Paola de Belgique.

### Honneurs belges
- Grand cordon de l'ordre de Léopold (1994)[7]

## Iconographie
- 2013 : Buste, par Wilfried Pas (nl), au Sénat de Belgique.

### Filmographie
- Paola, côté jardin : ce documentaire de 85 minutes réalisé par Nicolas Delvaulx pour la RTBF et diffusé le 18 février 2022 dresse un portrait intime de la sixième reine des Belges, qui s'est confiée devant les caméras[8].

#### Bases de données et dictionnaires
- Notices dans des dictionnaires ou encyclopédies généralistes :   - Deutsche Biographie
  - Internetowa encyklopedia PWN
  - Munzinger
  - Store norske leksikon
- Notices d'autorité :   - VIAF
  - ISNI
  - BnF (données)
  - LCCN
  - GND
  - Belgique
  - WorldCat

#### Autres liens externes
- Site officiel de la monarchie belge : la reine Paola
- Site de la Fondation Reine-Paola
- Site de l'Œuvre royale des Berceaux Princesse Paola
- Fiche généalogique dans la base de données Roglo
- Site de l'asbl Les Œuvres de la Reine
- Article sur l'action de la fondation Reine-Paola en 2010